# Československá medaile za zásluhy
Československá vojenská medaile za zásluhy bylo vojenské vyznamenání udělované příslušníkům československé armády či armád spojeneckých za vojenské činy a zásluhy o československou armádu vykonané mimo boj.

## Zřízení
O zřízení bylo rozhodnuto nařízením vlády republiky Československé z 20. dubna 1943, č. Úř. věstníku čsl. Platnost byla potvrzena vyhláškou ministra vnitra č. 56/1946 Sb. ze dne 23. března 1946. Nařízením č. 70/1946 Sb. mohla být udělena i příslušníkům spojeneckých armád, cizím státním příslušníkům, vojenským útvarům, skupinám osob a symbolům, znázorňujícím skupiny osob. Autor návrhu je neznámý.

## Stanovy
Zřízena byla jako viditelné vyznamenání. Má dva stupně:
- I. stupně – stříbrná
- II. stupně – bronzová

Udělována byla prezidentem republiky na návrh vlády. Udělení mohlo být prezidentem svěřeno ministru národní obrany, ministru vnitra a velitelům vyšších vojenských uskupení

## Vzhled
Lícová strana obsahuje nápis Za zásluhy a poprsí tří československých vojáků. V dolní části medaile se nachází zkratka ČSR. Rubová strana obsahuje lipovou větévku v mezikruží paprsků.
Závěs je proveden ve tvaru zkřížených mečů. Kříž je o stejných ramenech zakončených hroty. Na líci je malý státní znak, na líci v kruzích státní znaky Čech, Slovenska, Moravy, Slezska a Podkarpatské Rusi. Stuha je stejného vzoru jako u Československého válečného kříže 1914–1918, úzké červené proužky jsou ale nahrazeny modrými.
Stužka je v základní barvě modrá s bílými proužky. Stužka medaile I. stupně je doplněna stříbrnou hvězdičkou.